# 514
Évszázadok: 5. század – 6. század – 7. század
Évtizedek: 460-as évek – 470-es évek – 480-as évek – 490-es évek – 500-as évek – 510-es évek – 520-as évek – 530-as évek – 540-es évek – 550-es évek – 560-as évek
Évek: 509 – 510 – 511 – 512 –  513 – 514 – 515 – 516 – 517 – 518 – 519

## Események

### Európa
- A Bizánci Birodalomban a lázadó Vitalianus ismét Konstantinápoly ellen vonul és ezúttal 200 hajóból álló flottájával a tenger felől is veszélyezteti a fővárost. A városban továbbra is zavargásokra kerül sor a monofizita I. Anasztasziosz császár ellen, aki végül kénytelen tárgyalásokba kezdeni Vitalianusszal. Ötezer font arannyal kiváltja fogságba esett unokaöccsét, Hüpatioszt, Trákia főparancsnokává nevezi ki Vitalianust és ígéretet tesz a leváltott khalkédóni püspökök visszahelyezésére, valamint egy egyetemes zsinat összehívására (utóbbira végül nem kerül sor).
- Theoderic itáliai király consullá nevezi ki Cassiodorust.
- Meghal Ælle, a britanniai szász királyság, Sussex vezetője. Utóda fia, Cissa.
- Meghal Symmachus pápa. Utóda Hormisdas, aki igyekszik elsimítani az elődje megválasztását övező küzdelmek következményeit.[1]

### Ázsia
- A dél-kínai Liang-dinasztia császára, Vu parancsot ad egy gát építésére a Huaj folyón, hogy elárasszák vele az Északi Vejhez pártolt Soujang várost. A veji seregek támadásai ellenére a négy és fél kilométeres gát két év alatt felépül, bár a munkások 70-80%-a belehal a túlhajszoltságba és a járványokba.
- Meghal Csidzsung, a koreai Silla királya. Utóda fia, Pophung.

––

## Halálozások
- július 19. – Symmachus pápa[1]
- Ælle, sussexi király
- Csidzsung, sillai király

## Fordítás
- Ez a szócikk részben vagy egészben  a(z)   514 című angol Wikipédia-szócikk ezen változatának fordításán alapul.  Az eredeti cikk szerkesztőit annak laptörténete sorolja fel. Ez a jelzés csupán a megfogalmazás eredetét és a szerzői jogokat jelzi, nem szolgál a cikkben szereplő információk forrásmegjelöléseként.